# Герб Михайловска (Ставропольский край)
Герб Михайловска — один из символов города Михайловска Ставропольского края.

## Описание
Официальное описание герба:

«Щит четверочастный; в верхнем правом серебряном поле — серая труба с шлейфом дыма, обременённая круглой шестерёнкой, в центре которой перекрещённые гаечный ключ и молоток с золотой ручкой. В другом верхнем лазоревом поле золотое восходящее солнце, обременённое сомкнутыми серебряными ладонями, держащими золотой колос. В правом нижнем золотом поле обращённый вправо всадник на серой лошади в червлёной бурке и чёрной папахе с червлёным верхом, с шашкой на поясе. В другом нижнем серебряном поле лазоревый храм с серой крышей и двумя золотыми куполами, увенчанными золотыми же крестами.
Щит обрамлён венком из золотистых пшеничных колосьев слева и мемориальных дубовых листьев справа, переплетённых трёхцветной лентой с цветовой гаммой Государственного флага Российской Федерации, символизирующей почёт, славу и долголетие.

Композицию венчают цифры 1784, означающие год основания населённого пункта и лента жёлтого цвета с названием города».— Решение думы города Михайловска № 216 от 28.01.99 

## История
Герб города Михайловска был разработан и утверждён решением городской Думы от 28 января 1999 года.